# 青田东站
青田东站位于浙江省丽水市青田县温溪镇高岗村，是金温货线上的车站。车站由金温铁道公司管辖，为办理货运业务的三等中间站，办理整车、批量快运业务，同时下辖3个四等站。车站设有正线1条，到发线2条；货场设有3条货运线，以及仓库、雨棚等设施。
车站原名温溪站，1997年随金温货线通车而投入使用，为线路上的会让站，由青田站管辖。后随着金温新双线建设占用即有青田站货场，于本站新建货场，2014年11月14日建成投用。2018年7月20日，本站更名为青田东站。